# Кюльц (Хунсрюк)
Кюльц (нем. Külz) — община в Германии, в земле Рейнланд-Пфальц.
Входит в состав района Рейн-Хунсрюк. Подчиняется управлению Зиммерн / Хунсрюк. Население составляет 481 человек (на 31 декабря 2010 года). Занимает площадь 6,92 км².
- Кюльц (Хунсрюк)
- Кюльц (Хунсрюк)